# 元利均等返済
元利均等返済（がんりきんとうへんさい）とは、元金と利息の合計額が返済期間内で均等となる返済方式である。元利均等方式、元利均等返済方式とも呼ばれる。住宅ローンや有利子の奨学金などに用いられる。

## 特徴
元利均等返済における毎回の返済額{\displaystyle P}は以下の式で表せる。
{\displaystyle P=S{\frac {r\left(1+r\right)^{n}}{\left(1+r\right)^{n}-1}}}
このとき、Sは元本の借入額、rは金利（実質年率）を100で割った値（月賦の場合はさらに12で割った値）、nは支払回数である。
返済額が一定であるため返済計画が立てやすく当初の返済額を抑えられるが、返済当初は利息の割合が高く返済総額は元金均等返済より多くなる。
|              | 借入         | 金利            | 返済年数       | 初回の 返済額 | 120回目の 返済額 | 240回目の 返済額 | 返済総額     | 利息総額    |
| ------------ | ------------ | --------------- | -------------- | ------------- | ---------------- | ---------------- | ------------ | ----------- |
| 元利均等返済 | 20,000,000円 | 年2.5% （固定） | 20年 （240回） | 105,981円     | 105,981円        | 105,981円        | 25,435,339円 | 5,435,339円 |
| 元金均等返済 | 20,000,000円 | 年2.5% （固定） | 20年 （240回） | 125,000円     | 104,340円        | 83,507円         | 25,020,833円 | 5,020,833円 |

※1円未満の端数は四捨五入としている。